# Emergencia (desastre)
Una emergencia es una situación fuera de control que se presenta por el impacto de un desastre y requiere acción inmediata.
Aparece cuando, en la combinación de factores conocidos, surge un fenómeno o suceso eventual, inesperado y desagradable por causar daños o alteraciones en las personas, los bienes, los servicios o el medio ambiente, sin exceder la capacidad de respuesta de la comunidad afectada.
Se definen tres posibles estados de conducción que se producen en la fase de emergencia: prealerta, alerta y alarma.

## Tipos de emergencias
Existen muchos tipos de emergencias, cada uno de los cuales tiene que ser tratado de una forma determinada por las autoridades competentes. 

### Emergencia ecológicade importancia mundial
Situación derivada de actividades humanas o fenómenos naturales que al afectar severamente a sus elementos, pone en peligro a uno o varios ecosistemas.
Por ejemplo:
- Derrame de petróleo;
- Alteraciones en las barreras caloríferas causadas por el calentamiento global.
- amenazas nucleares y atómicas

### Emergencia causada por intervenciones antropogénicas
Situaciones derivadas de la ocurrencia de fenómenos Hidro-meteorológicos extremos, en locales donde existen obras construidas por el hombre.
Por ejemplo:
- La llegada de una avenida excepcional a un embalse que tiene limitaciones en sus descargas para no causar daños aguas abajo, y el operador se ve obligado a sobrepasar este límite para no poner en riesgo la presa, cuya ruptura causaría una catástrofe aún mayor;
- El desarrollo de incendios forestales en bosques próximos a áreas pobladas.

### Emergencia sanitaria
Se denomina emergencia sanitaria a situaciones de epidemias o pandemias. Las emergencias sanitarias comúnmente son originadas en los hogares de las personas bien sea por falta de aseo o naturalmente, de nuestros hogares se producen enfermedades de nivel de emergencia sanitaria tales como: Dengue, Escabiosis, entre otros.
Emergencia sanitaria también alcanza las plagas como lo son: ratas, cucarachas, pulgas, piojos, moscas y zancudos; los cuales deben ser atendidos por el respectivo ministerio de salud o departamentos para la salud de cada ciudad o comunidad.--

### Emergencias sociales
Situaciones de desastre que envuelven innumerables factores de violencia o turbación de tipo político, militar civil.
también se conoce como emergencias de estudio las cuales debido a su origen es difícil saber por qué se originó este tipo de emergencia que pueden envolver a una población, ciudad, país, continente e incluso el mundo entero.

### Emergencias radiactivas
La posibilidad de una emergencia radiactiva ha sido tradicionalmente limitada a accidentes en reactores nucleares o con fuentes radioactivas selladas y no selladas. Se han desarrollado normas y procedimientos para actuar en esas circunstancias sin tomar en cuenta que existen diversidades de equipos médicos que poseen componentes radiactivos.

### Observación importante sobre la otra acepción del concepto "Emergencia"
Emergencia también se entiende como la situación de grave riesgo para la salud o la vida de una persona. Los servicios hospitalarios que atienden situaciones de emergencia se denominan
servicios de emergencia o servicios de urgencias. El paciente con una emergencia es el que tiene la prioridad 1, por ello suele denominarse "emergencia súbita extrema" a este tipo de paciente. La especialidad médica que relaciona estos conceptos es la Medicina de emergencias y desastres.Si